# Чешский национальный совет
Чешский национальный совет (чеш. Česká národní rada, ČNR) — высший законодательный орган на территории Чешской социалистической республики (ЧСР) с 1 января 1969 по 31 декабря 1992 года. Был высшим органом государственной власти на территории республики. Согласно Конституции Чехии, был преобразован 1 января 1993 в Палату депутатов Парламента Чешской Республики. От своего создания, летом 1968 года, все заседания совета проходили в Тгуновском дворце в Праге. 

## История
Чешский национальный совет возник в 1968 году на основании конституционного закона №77, для подготовки федеративной реорганизации Чехословацкой Социалистической Республики как «временного органа конституционного политического представительства чешского народа» со 150 депутатами, который руководил подготовительной работой по созданию будущего частичной автономной Чешской социалистической республики и ее парламента, которым должен был стать Чешский национальный совет. 
С 1 января 1969 по 31 декабря 1992 года, совет, функционировал на основании конституционного закона №143 «о Чехословацкой федерации» как однопалатный парламент Чешской социалистической республики в рамках ЧССР (позднее ЧСФР). Депутаты избирались на четыре года, однако с 1971 года, стали избираться на пять лет. Выборы проходили в 1971, 1976, 1981, 1986, 1990 и 1992 годах. 

## Председатели ЧНС
- 1968-1969 — Честмир Цисарж
- 1969-1981 — Эвжен Эрбен
- 1981-1989 — Йосеф Кемпны
- 1989-1990 — Ярослав Шафаржик
- 1990-1992 — Дагмар Бурешова
- 1992 — Милан Угде

## Состав

### Состав до 1990 года
До Бархатной революции состав совета формировался на основе косвенных (с 1968 по 1971) и прямых (с 1971 по 1990) выборах, в которых могли принимать участие только представители партий Национального фронта Чехословакии — Коммунистической партии Чехословакии (KSČ), Народной партии Чехословакии (ČSL) и Чехословацкой социалистической партии (ČSS), а также беспартийные представители коммунистических организаций и профессиональных объединений.

### Состав с 1990 по 1992 год
| 33  | 20  | 23      | 124 |
| KSČ | ČSL | HSD-SMS | OF  |

### Состав с 1992 по 1993 год
| 35 | 16   | 16  | 15      | 14      | 14  | 10  | 66  | 14      |
| LB | ČSSD | LSU | KDU-ČSL | HSD-SMS | ODA | KDS | ODS | SPR-RSČ |